# Храм Архистратига Михаила (Севастополь)
Церковь св. Архистратига Михаила (Михайловский собор) — построена в 1848 году архитектором Фандервейде церковь, выдержанная в классической форме, с романской стилистикой фасада. С 1889 года — полковая церковь 50-го Белостокского полка, с 1917 — гарнизонная церковь Севастопольской крепости. Была отреставрирована в 1971 году. На фасаде церкви находятся 24 мемориальные доски с названиями частей, которые принимали участие в обороне Севастополя (1854—1855). Во время обороны города храм выполнял функции городского собора. Памятник сакральной архитектуры XIX века.

## История

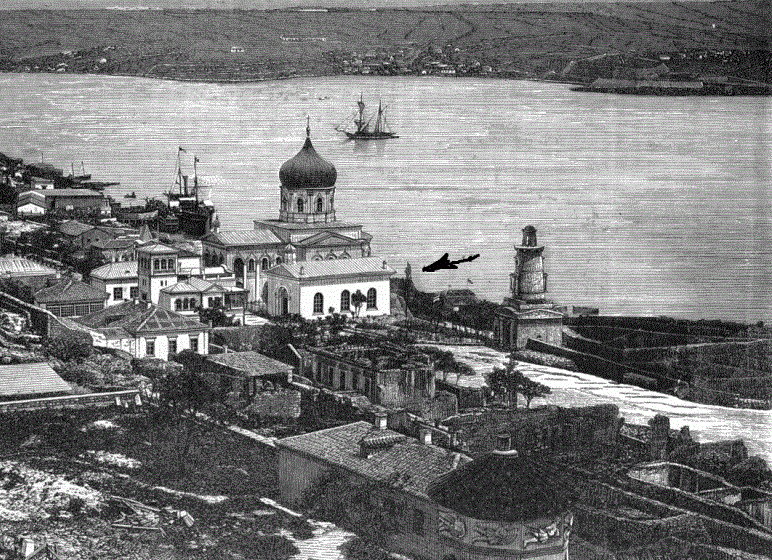
Собор в панораме города. Гравюра из журнала «Нива», работы Э Шмидта, примерно 1880 год.

В середине XIX века население Севастополя составляло 30 тысяч человек, поэтому два собора — Свято-Никольский и Петропавловский не справлялись с количеством верующих. Адмиралтейский собор к тому времени уже изрядно обветшал. В 1848 году капитан Севастопольского порта контр-адмирал Г. И. Рогуля обратился с просьбой к командующему флотом М. П. Лазареву с предложением строительства церкви вместо одной из часовен Севастопольского Адмиралтейского собора. Автором проекта, возможно, был инженер-полковник Фандервейде. Существуют утверждения о чертежах, составленных инженером штабс-капитаном Рулевым.
Во время Крымской войны церковь стала религиозным центром и оплотом города. Богослужения проводились ежедневно. Службы посещали князья Николай и Михаил Николаевич, которые пожертвовали храму золочёную лампаду чеканной работы. 5 октября 1854 года в храме отпевали адмирала Владимира Корнилова, 7 марта 1855-го — адмирала Владимира Истомина, 1 июля — адмирала Павла Нахимова. Во время захоронения последнего большинства офицеров стояло на улице за недостатка места в церкви.
2 августа 1855 года в храм попал снаряд, церкви был нанесён большой ущерб, остатки эвакуированы в казематы Николаевской батареи. В 1857 году финансировал восстановление почетный гражданин Иван Красильников. Но реставрация коснулась только, собственно, здания, службы были невозможны из-за отсутствия иконостаса и другой церковной утвари. От времени и непогоды церковь начала разрушаться.
В 1869 году Цесаревич Великий князь Александр III повелел передать церковь из Морского ведомства в сухопутное Инженерное для восстановления. Сметная стоимость восстановления составила 14 000 рублей.
Работы велись инженером штабс-капитаном Лебедевым в начале 1870 года. Новый иконостас был заказан в Одессе, восстановлен купол. Иконы создавал академик Иван Георгиевич Карнеев (на южной стене — князь Александр Невский «в память князя Александра Меншикова» князь Михаил Черниговский «в память князя Михаила Горчакова». На северной стене — князь Владимир и Св. Апостол Павел «в память адмирала Владимира Корнилова и адмирала Павла Нахимова»). 24 сентября церковь получила антиминс, в октябре была освящена. В 1873 году на разрушенной территории возле церкви заложили сквер. Он был обнесён железным забором с воротами. Позже на его месте основан Военно-исторический музей Черноморского флота.
С 1889 года церковь становится полковым храмом 50-го пехотного Белостокского полка. До этого службы проводились крайне редко. Полк опекал дальнейшие работы в церкви. Полковым священником в той час был Игнатий Брянцев. 15 сентября 1903 литургию посещал Великий Князь Михаил Николаевич.
Мемориальные доски соединения появились в 1905 году, к 50-й годовщине обороны города. Приказ об этом издал Великий Князь Михаил Николаевич. Одновременно в церкви проводились небольшие ремонтные работы.
При советской власти в церкви был открыт читальный зал имени французского коммуниста Андре Марти, с 1931 года действовал Дом санитарного просвещения. В 1968 году здание стало частью музея, в 1979 году Собор объявлен памятником архитектуры. С обретением Украиной независимости храм был передан в аренду Черноморскому флоту России. 21 ноября 2002 отслужена первая Божественная литургия, которые впоследствии стали проводиться почти каждый день. В 2013 году купол собора возобновлено.

## Архитектура
Собор прямоугольной формы, а его портал состоит из ниш, перекрытых арками, опирающимися на колонны с византийскими капителями. Арки обрамлены резьбой и медальонами с розетками. Церковь неоднократно перестраивалась, но сохранила первоначальный вид. Она выдержана в классическом стиле. Крышу венчал купол, разрушенный в советское время.
Современные росписи собора датируются 2014 годом. Автором и исполнителем является минский художник Антон Дайнеко. В алтарной апсиде в ранневизантийском стиле, написана Евхаристия в конхе — Оранта. Продолжается создание нового иконостаса, 11 колоколов для церкви были отлиты в Ярославле.

### Расположение мемориальных досок
Дореволюционная орфография оригинала не сохранена, однако написание знаков препинания сохранено.
| Расположение | Мемориальные доски |
| ------------ | --- |

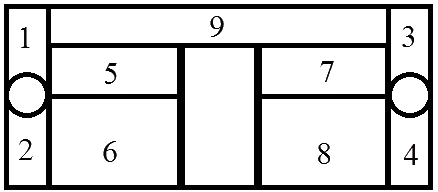
Схема расположения досок на фасаде

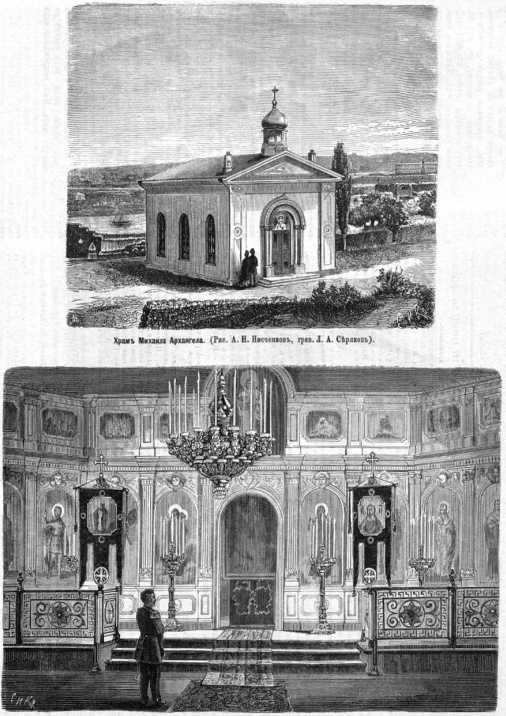
Гравюра собора в журнале «Всемирная Иллюстрация», 1871.

| 1            | - № 4 Ластовый Экипаж - № 11,12,15,16,17,18, и 19 Рабочие экипажи |
| 2            | - Севастопольская инженерная команда - № 14 и 15 Военно-рабочей роты инженерного ведомства |
| 3            | - № 8 и 10 Военно-рабочей роты морской строительной части - № 28,29 и 30 Портовые роты |
| 4            | - № 4 и 8 Лабораторная роты - № 7 Арсенальная рта - Госпитальная рта - Карантинная команда - № 44,45 и 46 Арестантские роты |
| 5            | - 4я дивизия - Белозерский, Олонецкий пех. пол. - Шлиссельбургский, Ладожский эгер. пол. - 5я дивизия - Архангелогородский, Вологодский пех. пол. - Костромской, Галичский эгер. пол. - 6я дивизия - Муромский пех. пол. - 7я дивизия - Смоленский, Могилевский пех. пол. - Витебский, Полоцкий эгер. пол. - 8я дивизия - Черниговский полк гр. Дибича Забалканского - Полтавский пех. пол. - Алексопольский, Кременчугский эгер. пол.                                                                            |
| 6            | - 9я дивизия - Елецкий, Севский пех. пол. - Брянский эгер. ген.-ад. кн. Горчакова пол. - Орловский эгер. кн. Паскевича пол. - 10я дивизия - Екатеринбургский, Тобольский пех. пол. - Томский, Колыванский эгер. пол. - 11я дивизия - Селенгинский, Якутский пех. пол. - Охотский, Камчатский эгер. пол. - 12я дивизия - Азовский, Днепровский пехотный пол. - Украинский, Одесский эгер. пол. - 13я дивизия - 5е и 6е резервные батальоны Брестского, Белостокского пех. пол. - Литовского, Виленского эгер. пол. |
| 7            | - 14я дивизия - Волынский, Минский пех. пол. - Подольский, Житомирский эгер. пол. - 14я резервная дивизия - Волынский, Минский пех. пол. - 15я резервная дивизия - Модлинский, Прагский пех. пол. - Люблинский, Замосцкий эгер. пол. - 16я дивизия - Владимирский, Суздальский пех. пол. - Углицкий егер., Казанский егер., Е.И.В. В.К. Михаила Николаевича полк - 17я дивизия - Московский, Бутырский пех. пол. - Бородинский егер. Е. И. В. Наследника Цесаревича Тарутинский егер. пол.                        |
| 8            | - 10-й артиллерийской бригады - Батарейная № 1 батарея - " " № 2 " " - Легкая № 1 батарея - " " № 2 " " - 11-й артиллерийской бригады - Легкая № 3 батарея - " " № 4 " " - " " № 5 " " - 12-й артиллерийской бригады - Легкая № 7 батарея - " " № 8 " " - " " № 9 " " - 14-й артиллерийской бригады - Легкая № 4 батарея - " " № 6 " " - 16-й артиллерийской бригады - Батарейная № 1 батарея - Легкая № 1 " " - 17-й артиллерийской бригады - Легкая № 4 батарея                                                 |
| 9            | - Храм Святого Архистратига Михаила бывший гарнизонной церковью во время обороны - Гарнизон Севастополя во время Обороны 1854—1855 - Флотские экипажи № 29,30,31,32,33,34,35,36,37,38,39,40,41,42,43,44,45 |

## Духовенство
- Настоятель храма - Протоиерей Игорь Тышкевич
- Протоиерей Василий Гумаров
- Иерей Сергий Агатов
- Иерей Александр Григорьев
- Иерей Аркадий Бояркин
- Иерей Александр Рева
- Протоиерей Сергий Поливцев[17]